# Världsmusik
Världsmusik, från engelskans world music, är ett begrepp som dök upp under tidigt 1960-tal och som förnyades i slutet av 1980-talet. Musikprofessorn och "etnomusikologen" Robert. E. Brown (1927–2005) vid San Diego State University försökte under 1960-talet övertyga världen om att musiken borde gå i främsta ledet när det gäller att befrämja förståelse mellan olika kulturer. Det som är särskilt viktigt, enligt Brown, är blandningen av musik: att publiken får höra och lära sig att tycka om musik från andra världsdelar till exempel i samband med musikgalor, att musiker lär sig att spela "främmande" musik, att flera kulturellt blandade band bildas, osv. Han hade, enligt sina kolleger, en stark vision om att musiken kan bidra till världsfred.
På 1960-talet använde den tyske tonsättaren Karlheinz Stockhausen begreppet Weltmusik som beteckning på elektroakustisk musik med en blandning av musikstilar från jordens alla hörn.
År 1987 lanserades ånyo World music, denna gång som ett kommersiellt begrepp, av ett antal små brittiska skivbolag som ville klassificera den allt mer efterfrågade popmusik de spelade in och/eller distribuerade, och som inte var västerländsk till sitt ursprung, eller som har sina rötter utanför den nordamerikanska-nordvästeuropeiska kultursfären (NANE-sfären). CD-skivorna sorterades efter världsdel och sedan alfabetiskt efter land.
En mängd artister från jordens olika hörn producerar i dag blandmusik av detta slag för en i huvudsak västerländsk marknad.

## Världens musik
Världsmusik blir världsmusik först när musiken når utanför det geografiska område där musiken normalt spelas och hörs. Musikens globaliseringsprocess inleddes 1995, när Internet började ta fart. Det går att hitta all världens musik på Internet, och det är också genom aktivt sökande och lyssnande på Internet som musiker på ena sidan av världen kan få inspiration av musiker och artister på den andra sidan.
Världsmusik är den musik som är populär i olika länder över hela världen, men få undergenrer är kända över hela världen. Till den musik som faktiskt lyckats etablera sig i större delen av världen hör mycket av den europeiska klassiska musiken. Av den modernare musiken under 1900-talet var tangon den musik som var först ut med att erövra världen. Den spreds till Nordamerika och Europa, framför allt till Tyskland och Finland, och i bägge dessa länder fick den ett annorlunda "stuk" än den ursprungliga, argentinska tangon. Även andra latinamerikanska rytmer blev populära i NANE-sfären (Nordamerika och Nordvästeuropa) som exempelvis den brasilianska samban och bossa novan. Annan latinamerikansk musik, särskilt salsa, har flyttat med latinamerikanska musiker som bosatt sig i framför allt New York och Miami, som nu är världscentra för många latinska musikgenrer, inklusive den som bara kallas latin.
Reggae, som förmodligen är den musikgenre som under efterkrigstiden i störst utsträckning påverkat annan musik över hela jorden[källa behövs], brukar inte betraktas som world music utanför NANE-området utan snarare som en musikgenre inom detta, trots att reggaen under många år på 1970-talet betraktade sig själv som allt annat än "västerländsk. Det jamaicanska sättet att mixa musik och utvecklandet av dubmusiken har rest runt jorden flera varv och påverkat all musik i den grad den önskat en utveckling.

### Icke-västerländsk popmusik
Till världsmusiken utanför NANE-området (Nordamerika och Nordvästeuropa) hör afrikansk musik och popmusik i allmänhet, men även populärmusik från övriga Tredje världen. Vad gäller Afrika finns hundratals olika musikgenrer från denna kontinent, de flesta utvecklade ur folkmusik och korsade med varandra i Afrikas storstäder: Jùjú i Nigeria, highlife från Ghana, Nigeria och Sierra Leone och dess utveckling till västafrikansk hip-hop: hiplife. Vidare bikutsi från Kamerun, benga från Kenya, soukous i Kongo som kallas lingala i Kenya, Uganda, Tanzania och chimurenga och jit-jive från Zimbabwe, sydafrikansk kwela och isicathamiya (körsång), nordafrikansk raï och raipop.
Utanför Afrika finns musik från Balkanhalvön,  indisk musik (raga, dans- och filmmusik, indipop), pakistansk qawwali, spansk flamenco, brasiliansk samba och bossa nova, argentinsk tango, colombiansk cumbia, latinamerikansk salsa, soca från Trinidad och Tobago, merengue från Dominikanska republiken, Zouk från de västindiska öarna Martinique, Guadeloupe, St. Lucia, Dominica och Hispaniola, Kadans från Haiti. Denna uppräkning utgör bara en bråkdel av världsmusiken.
Världsmusik är en musikalisk kategori som omfattar många olika musikstilar från hela världen, inklusive traditionell musik, kvasitraditionell musik och musik där mer än en kulturell tradition blandas. Världsmusikens inkluderande natur och elasticitet som en musikalisk kategori utgör hinder för en universell definition, men dess intresse för det kulturellt exotiska är finns med i tidningen fRoots beskrivning av genren som "lokal musik där borta".
Denna andra folkmusik som inte följer "nordamerikanska eller brittiska pop- och folktraditioner"  har av musikindustrin i Europa och Nordamerika givits beteckningen "världsmusik". Termen populariserades på 1980-talet som en marknadsföringskategori för icke-västerländsk traditionell musik. Den har vuxit till att inkludera undergenrer som etnisk fusion (Clannad, Ry Cooder, Enya, etc) och worldbeat.

## Lexikologi

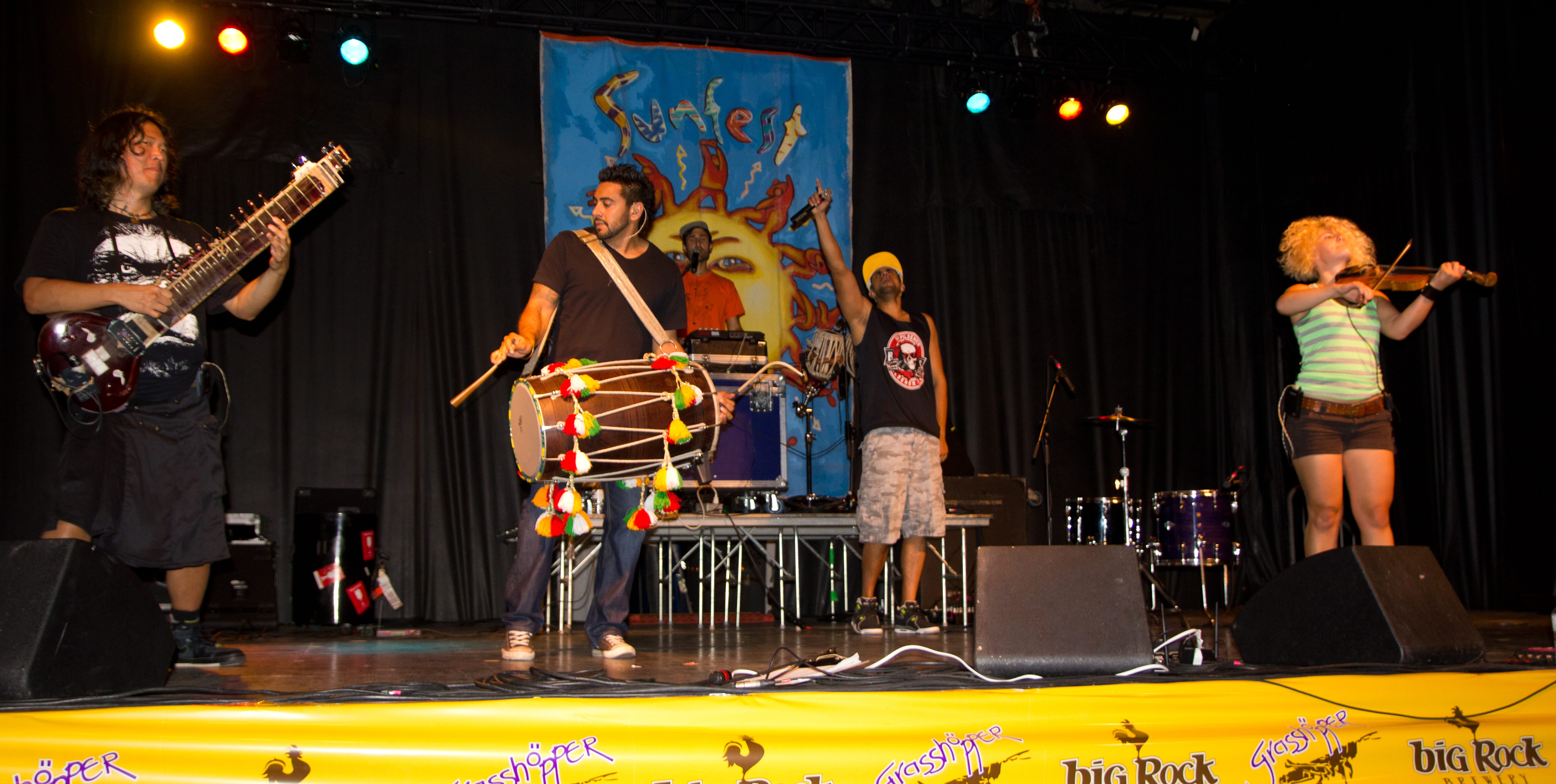
Delhi 2 Dublin, 2012.

Termen "world music" har tillskrivits etnomusikologen Robert E. Brown, som myntade den på tidigt 1960-tal på Wesleyan University i Connecticut, USA, där han startade grundutbildning genom doktorandprogram inom ämnet. För att förbättra inlärningsprocessen bjöd han in mer än ett dussin gästande artister från Afrika och Asien och började en världsmusik-konsertserie. Termen blev vanlig på 1980-talet som en marknadsförings-klassificeringsterm i massmedia och i musikindustrin. Det finns olika, motstridiga definitioner av världsmusik. En är att den består av "all musik i världen", fast en så pass bred definition gör termen meningslös.

## Former

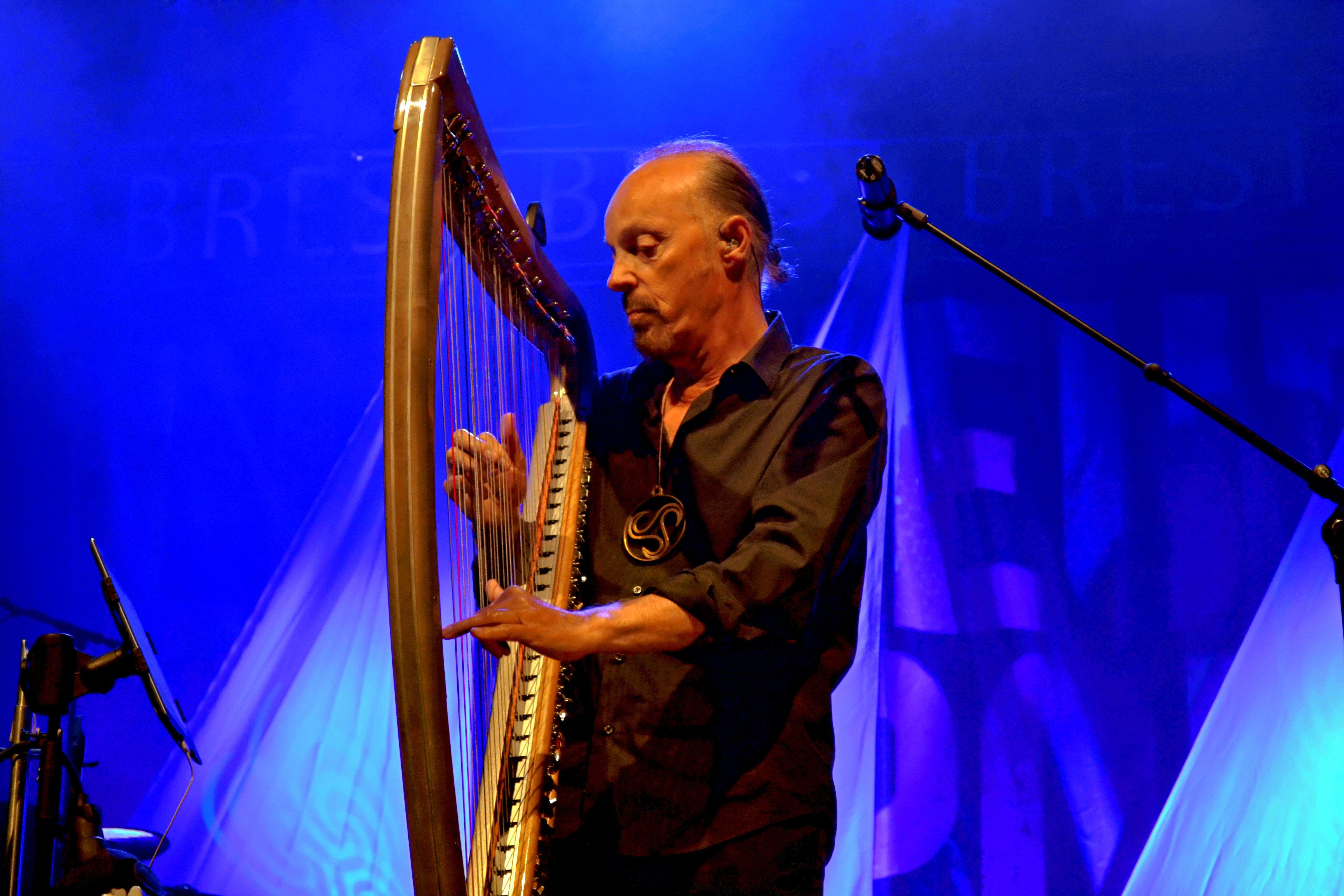
Alan Stivell i Brest, Frankrike, 2013.

Exempel på populära former av folkmusik inkluderar de olika formerna av icke-europeisk klassisk musik (t.ex. kinesisk guzhengmusik, indisk ragamusik, tibetanska sånger), östeuropeisk folkmusik (t.ex. bymusiken på Balkan, mysteriet med de bulgariska rösterna), nordisk folkmusik, latinsk musik, indonesisk musik och de många formerna av folk- och stammusik i Mellanöstern, Afrika, Asien, Oceanien, Central- och Sydamerika.
Den breda kategorin av världsmusik inkluderar isolerade former av etnisk musik från olika geografiska regioner. Dessa olika sorter av etnisk musik kategoriseras vanligtvis tillsammans på grund av sina inhemska rötter. Under 1900-talet har uppfinningen av ljudinspelning, billiga internationella flygresor och gemensam tillgång till global kommunikation mellan artister och allmänheten gett upphov till ett relaterat fenomen som kallas "crossover"-musik. Musiker från olika kulturer och platser kunde lätt få tillgång till inspelad musik från hela världen, se och höra besökande musiker från andra kulturer och besöka andra länder för att spela sin egen musik, vilket skapar en smältdegel av stilistiska influenser. Medan kommunikationstekniken möjliggör större tillgång till olika former av musik, utgör kommersialiseringstrycket också en risk för ökad musikalisk homogenitet, luddiga regionala identiteter och den gradvisa utrotningen av traditionella lokala musikframställningsmetoder.

## Hybridformer

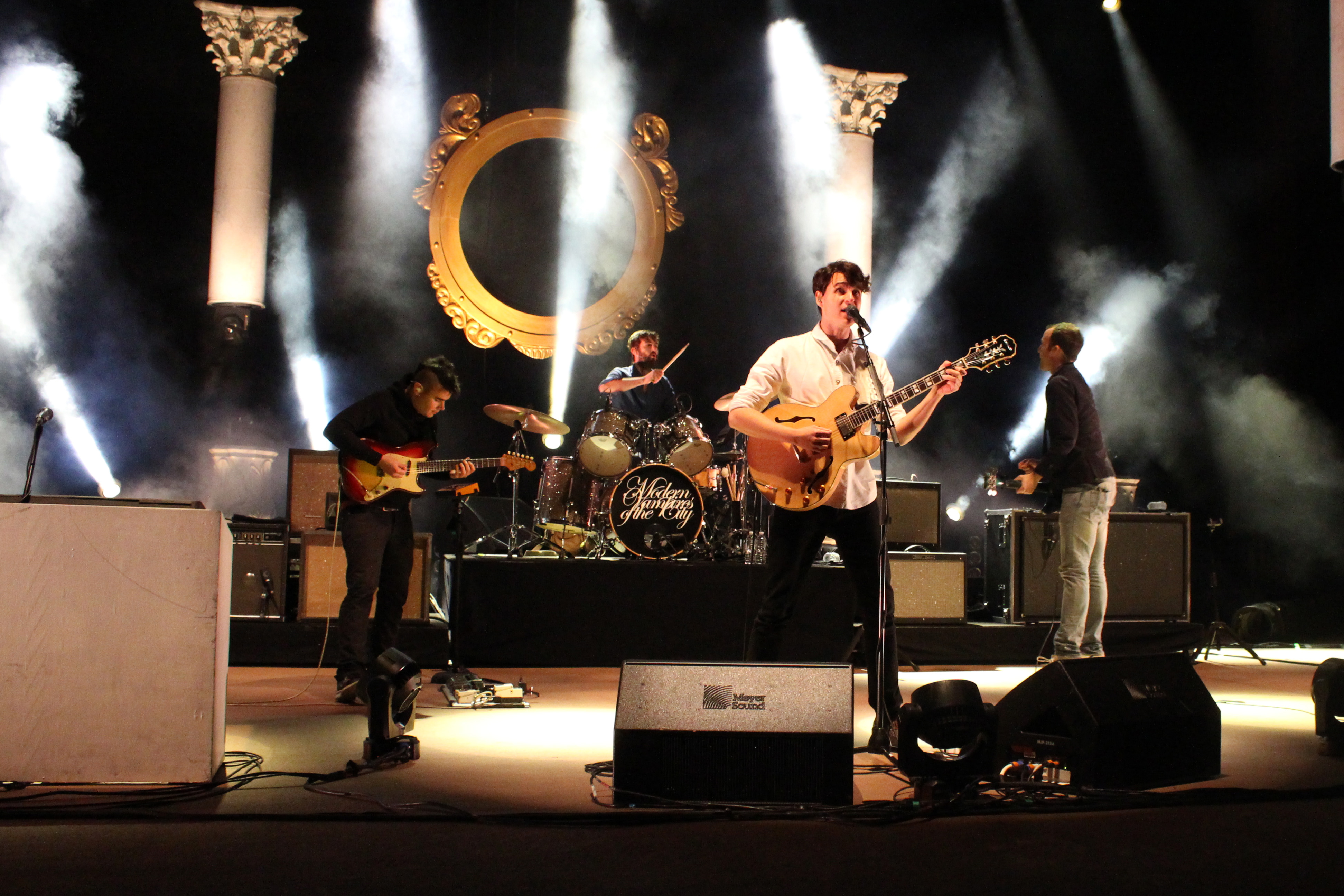
Vampire Weekend spelar på Red Rocks Amfiteater 2013.

Sedan musikindustrin etablerade denna term har det bredare omfånget av vad en genomsnittlig musikkonsument definierar som "världsmusik" på dagens marknad vuxit till att inkludera olika blandningar av etnisk musiktradition, stil och tolkning, och härledda världsmusiksgenrer har myntats för att representera dessa hybrider, såsom etnisk fusion. Exempel på hybrid, världsfusion, är den irländsk-västafrikanska sammansmältningen av Afro Celt Sound System, det pankulturella ljudet av AO Music och jazz/finsk folkmusik som spelas av bandet Värttinä.

## Föregångare
Millie Small släppte "My Boy Lollipop" 1964. Smalls version var en hit och nådde nummer 2 både i UK Singles Chart och i US Billboard Hot 100. and in the US Billboard Hot 100. På 1960-talet hade Miriam Makeba och Hugh Masekela populära hits i USA. 1969 spelade den indiska musikern Ravi Shankar sitar vid Woodstockfestivalen.
På 1970-talet blev Manu Dibangos funk-spår "Soul Makossa" (1972) en hit och Osibisa släppte "Sunshine Day" (1976). Fela Kuti skapade Afrobeat [24] och Femi Kuti, Seun Kuti och Tony Allen följde Fela Kutis funk-musik. Salsamusiker som José Alberto "El Canario", Ray Sepúlveda, Johnny Pacheco, Fania All-Stars, Ray Barretto, Rubén Blades, Gilberto Santa Rosa, Roberto Roena, Bobby Valentín, Eddie Palmieri, Héctor Lavoe och Willie Colón utvecklade latin musik.

## Världsmusik och etnisk musik

### Exemplet Reggaeton
Världsmusik utövas huvudsakligen av artister som är en del av, eller har en nära anknytning till det kulturområde där musiken utvecklats. Artisterna framför det egna landets eller den egna regionens klassiska och moderna musik, men denna etniska musik måste som nämnts spridas till andra delar av världen för att kallas världsmusik. Ett sätt som musik kan spridas utanför det egna geografiska och kulturella området är genom korsbefruktningar med redan befintlig musik. Ett exempel är reggaeton (eller "reggaetón", som det också stavas), som utvecklades i Latinamerika under 1990-talet och sköljde över Nordamerika, Asien och Europa efter millennieskiftet. Reggaeton började som reggae en español (reggae på spanska) i Centralamerika, särskilt Panama, och vidareutvecklades på Puerto Rico. Den reggae som var populärast på Jamaica vid denna tidpunkt var en hård typ av dancehall. Till denna grund lades inslag av populär latinamerikansk musik som bomba, plena, salsa, merengue, latin pop, cumbia och bachata. Eftersom dancehall-musiken låg så nära nordamerikansk hip-hop, så införlivades även denna musikgenre i reggaeton, liksom R&B och storstädernas elektroniska klubbmusik.

### Exemplet indi-pop
I musikaliska termer kan världsmusik ungefär definieras som musik och sång som använder distinkta etniska skalor, former och musikalisk böjningar, och som vanligtvis (men inte alltid) utförs på eller åtföljas av traditionella etniska instrument som skiljer den ena musikaliska kulturen från den andra.  Termerna världsmusik och etnopop har en inbyggd exotism, vilket är naturligt när influenser hämtas från hela världen och presenteras på ett nytt och spännande sätt. Den indiska filmmusiken från världens största filmproducentcentrum i Bombay har haft svårt att nå utanför Indien, bortsett från de länder som har en stor indisk minoritet. Ett exempel är att jämte soca, Trinidad och Tobagos egen pop, som har sina rötter i landets calypso har det alltid funnit en "indisk soca". Storbritannien var redan Europas reggaecentrum som en följd av invandring från de forna kolonierna i Västindien när den brittiska indi-popen eller hindi-popen kom. Invandrarna från det som förr var Brittiska Indien, dvs Indien, Pakstan, Bangladesh, hade med sig en kärlek till sina länders traditionella musik. Låtarna från de många indiska musikalerna var lika populära bland indierna i London som i Bombay. Under 1980- och 1990-talen bildade barnen till de indiska och pakistanska invandrarna band som spelade så kallad indi-pop, en musikstil som i början var en blandning av traditionella indiska rytmer och brittisk popmusik, under 1980-talet särskilt syntmusik med indiska melodier och nästan alltid med tablatrummor och sitar närvarande (till en början äkta, så småningom datorgenererade). Kombinationen resulterade nästan omedelbart i världshiten "Ever So Lonely" med tonårstjejen Sheila Chandra och hennes grupp Monsoon. Steve Coe, som blev hennes man, var etnisk engelsman men ändå den drivande kraften bakom Monsoons musik och därefter producent under Chandras solokarriär. Liknande artister var Zubeen Garg, Daler Mehndi, Raghav Sachar Rageshwari, Devika Chawla, Bombay Vikings, Asha Bhosle, Sunidhi Chauhan, Bombay Rockers, Anu Malik, Jazzy B, Malkit Singh, Hans Raj Hans, Raghav, Jay Sean, Juggy D, Rishi Rich, Bally Sagoo, Punjabi MC, Bhangra Knights, Mehnaz, och Sanober.

### Exemplet poprai
Poprai är idag arabvärldens största musikgenre. Rai började som folkmusik i Algeriet i början av 1900-talet. Musiken presenterade arabisk kärlekslyrik till beduinernas folkmusik. Det förekom även en viss interaktion med de europeiska länderna i norr. Spanska rytmer lånades in, och fadomusiken i Portugal fick en av sina hörnpelare från den arabiska musiken. Rai spreds även till andra arabiska länder som kontrollerades av kolonialmakten Frankrike. Den senare stora inflyttningen till Frankrike av algerier och andra folk i Nordafrika medförde att raï fick två musikaliska centra: Algeriet och Paris. Paris är dessutom ett centrum för alla typer av musik, och denna musikaliska kollision ledde till att "poprai uppstod som en ny genre som spreds till nästan alla arabisktalande nationer. Den har mixats och fått inslag av dub och därigenom omvandlats till något helt nytt.

### Etnopop
Även termen etnopop, som inte är identisk med världsmusik förekommer. Den största skillnaden ligger i att klassisk musik (t.ex. indisk) inte ryms i begreppet etnopop. Någon exakt skillnad vad gäller hur den moderna musiken låter föreligger dock inte. Etnopop handlar till exempel om att ge den akustiska folkmusiken nya kläder och poppa up den med hjälp av elektricitet och elektronik, programmerbara keyboards, trummaskiner m.m. Etnopop experimenterar med musik som ligger längre från musikerna, mätt i kilometer eller århundraden. Det kan handla om andra kulturers musik, till exempel att en svensk rock- och reggaegrupp som Dag Vag även spelar någon highlifelåt eller merenguelåt, eller att en svensk folkmusikgrupp som spelar mycket gammal, nästan utdöd, musik från det egna kulturområdet och lyckas öka folkmusikkänslan med alla nya ljud och "instrument" som ny teknik gjort möjlig. Skandinavisk musik tolkad och uppoppad av japanska musiker är ett exempel på etnopop, men även svenska artister som Garmarna, Nordman, Roger Pontare, Hedningarna, som via pop eller rock försöker närma sig det "ursvenska" eller "urnordiska" är exempel på etnopop eftersom ingen vet exakt hur den "ursvenska musiken" lät. I Sverige började etnopopen slå igenom under mitten av 1990-talet. Det finns också finska "världsmusikgrupper, som Tallari och Värttinä och i Norge finns det samiska Mari Boine Band.

### Worldbeat
Skivbolagen har infört en rad övergripande begrepp för internationell lansering av den motsvarighet till NANE-sfärens unga, elektrifierade och digitaliserade hit-orienterade musik som (givetvis) finns i övriga delar av världen. Under world music sorterar både ursprunglig musik eller folkmusik samt klassisk musik från ett geografiskt område och samma områdes moderna populärmusik. Namn som worldbeat, afrobeat, "eurodisco" m.fl. är musikstilar som saknar hemland och är ett resultat av en aktiv blandning av olika slags musik, ofta rytmisk och dansvänlig. 
Det finns även en etniskt inspirerad musik som är svår att sätta något namn på, och som inte behöver vara särskilt dansvänlig. Det handlar ofta om främmande influenser som etablerade artister i NANE-området ägnar ett eller ett par album åt. En av de första var den pilgrimsfärd genom Afrika som Stewart Copeland, trummis i The Police, gjorde och som resulterade i albumet The Rhythmatist (1985). Även Peter Gabriel, Paul Simon, Mickey Hart och David Byrne började väva in ett "etniskt sound" i sina låtar och framträdde som världsmusikartister genom sina entusiastiska samarbeten med andra världsmusikartister. Trots den afrikanska och afroamerikanska musikens enorma inflytande över västerländsk musik under mer än 200 år, var det således i första hand i Afrika som NANE-artisterna hittade inspiration och samarbetspartners. Även om den afrikanska popen utvecklats åt sitt eget håll är den inte så annorlunda än att artister som Ladysmith Black Mambazo, Mory Kante, Salif Keita, Youssou N'Dour och nigerianska superstjärnor som Fela Kuti och King Sunny Adé kan klättra på hitlistorna i Nordamerika och Nordvästeuropa.

## Jazz
Jazzen är en bred musikform som finns i olika varianter i väldigt många länder och regioner. Det ligger också i jazzens natur att söka inspiration överallt där det bara är möjligt. Jazzen är med andra ord världsmusik till sin natur, och denna world fusion kan indelas i tre subgenreer: etnisk jazz, jazz med icke västerländska inslag och new music. Den etniska är musik från en musikkultur som införlivat inslag av jazz i musiken. Ett exempel är latin jazz. Det kan också handla om afrikansk pop, där låtarna är mycket längre än i NANE-området, och där solonumren kan ses som improviserad jazz.
Jazz med inslag som inte är västerländska handlar om i huvudsak amerikansk jazz som införlivat kortare inslag från världsmusiken utanför Nordamerika och Europa. Dizzy Gillespie har i låten "A Night In Tunisia" liksom Keith Jarrett utnyttjat instrument och harmonier från Mellanöstern. En del av Sun Ras musik från 1950- och 1960-talen innehåller mycket av afrikanska rytmer. I vissa av Yusef Lateefs inspelningar har islamska instrument och tekniker använts.
New Music är den bredaste kategorin där man lyckats skapa nya musikstilar som ett resultat av unika sätt att kombinera jazzimprovisationer med innovativa idéer samtidigt som de instrument, harmonier och rytmer man utgått ifrån hör till en existerande etnisk musiktradition. Resultatet blir något helt nytt, men som har kryddan av det etniska kvar. Exempel är Don Cherrys band Codona och Nu, viss musik av John McLaughlins musik med indisk krydda, Don Ellis musik från 1970-talet där både bulgariska och indiska tongångar inrymdes, samt Andy Narrells musik från 1990-talet, där musik och instrument från Trinidad fick smälta samman med jazzimprovisationer och funk.

## Världsmusik i svensk radio och TV
I Sverige spelades etnopop från hela världen och även dess rötter i folkmusik i radioprogram som Radio Västindien som startade 1979, och mest var inriktad på 1970-talsreggae och annan karibisk pop som soca, salsa, merenge och zouk. Programmet leddes i bästa folkbildningsanda av en ung Thomas Gylling, och i uppföljaren Rytmdoktorn utforskade han framför allt afrikansk (highlife, juju, kwela, etc) och även asiatisk, latinamerikansk och arabisk etnopop, och inte så lite indisk filmmusik. Senare följde radioprogram med namn som Pang pang krokodil och det gjordes även TV-satsningar. I förhållande till poputbudet från NANE-sfären har dock världsmusiken haft liten plats, och det är nästan enbart public service som lyft fram den. När world music-trenden avmattades lades programmen ned, men under 1990-talet började reggaen, som den hade utvecklats, åter att lyftas fram av olika kunniga presentatörer i olika veckovisa entimmesprogram.

## Bildgalleri

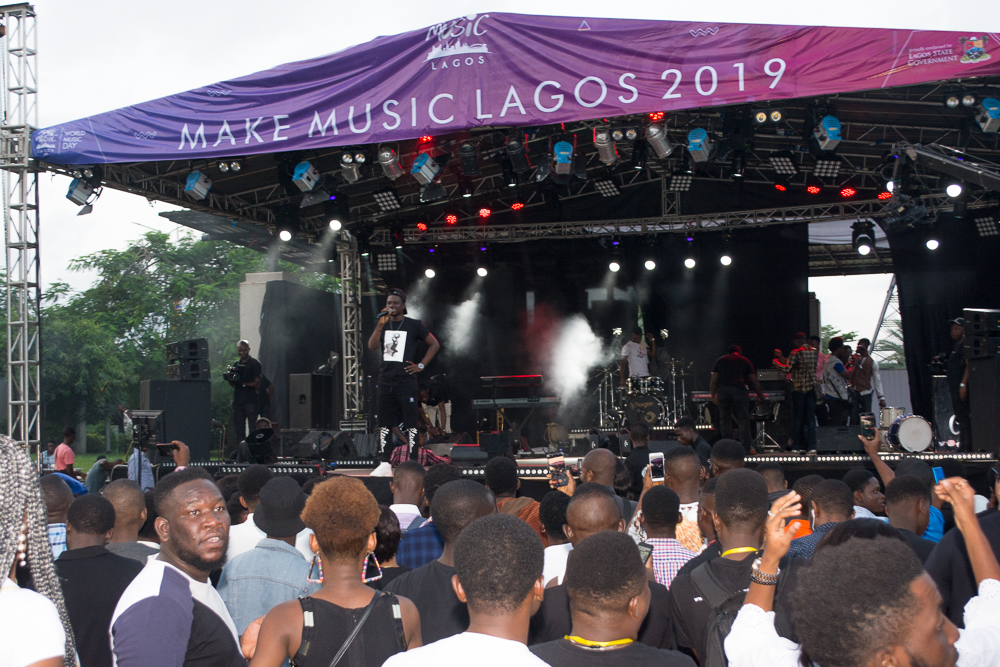
World Music Day 2019 i Muri Okunola Park, Victoria Island, Lagos, Nigeria.
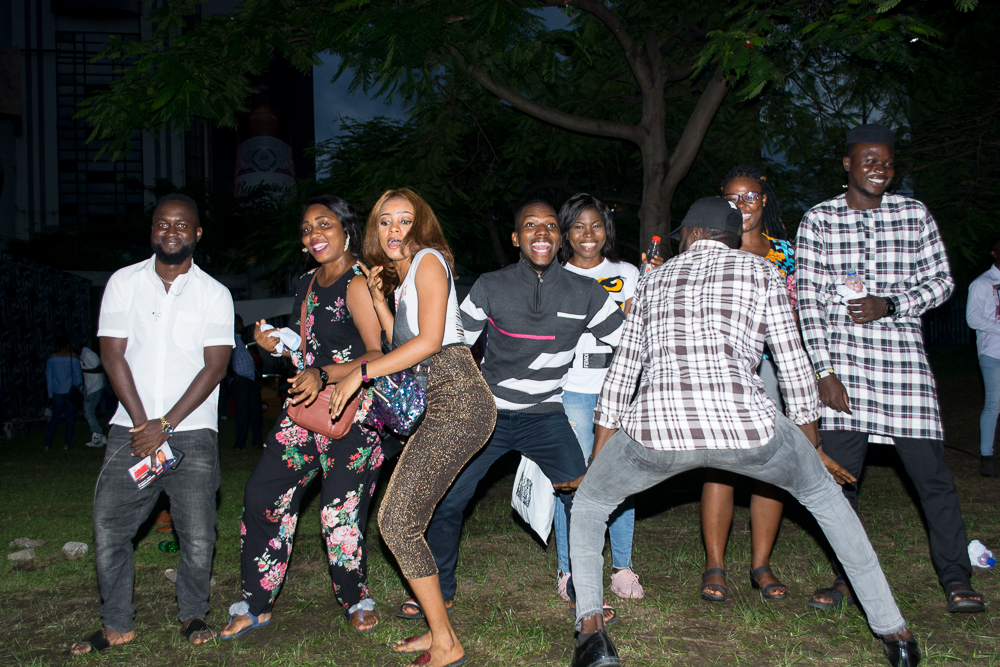
World Music Day 2019, Lagos.
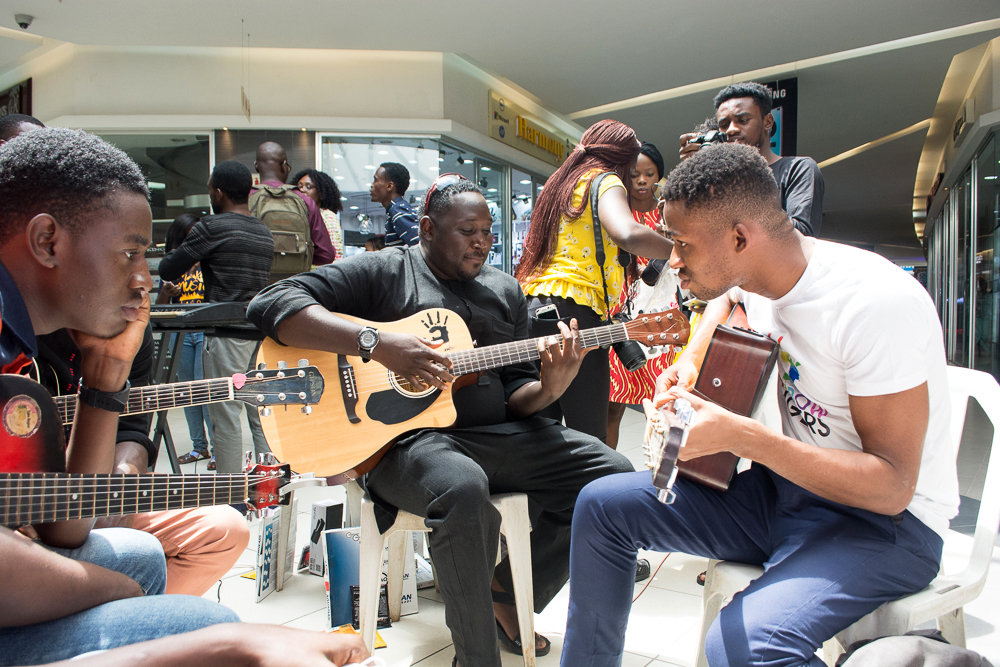
World Music Day 2019, Ikeja, delstaten Lagos.
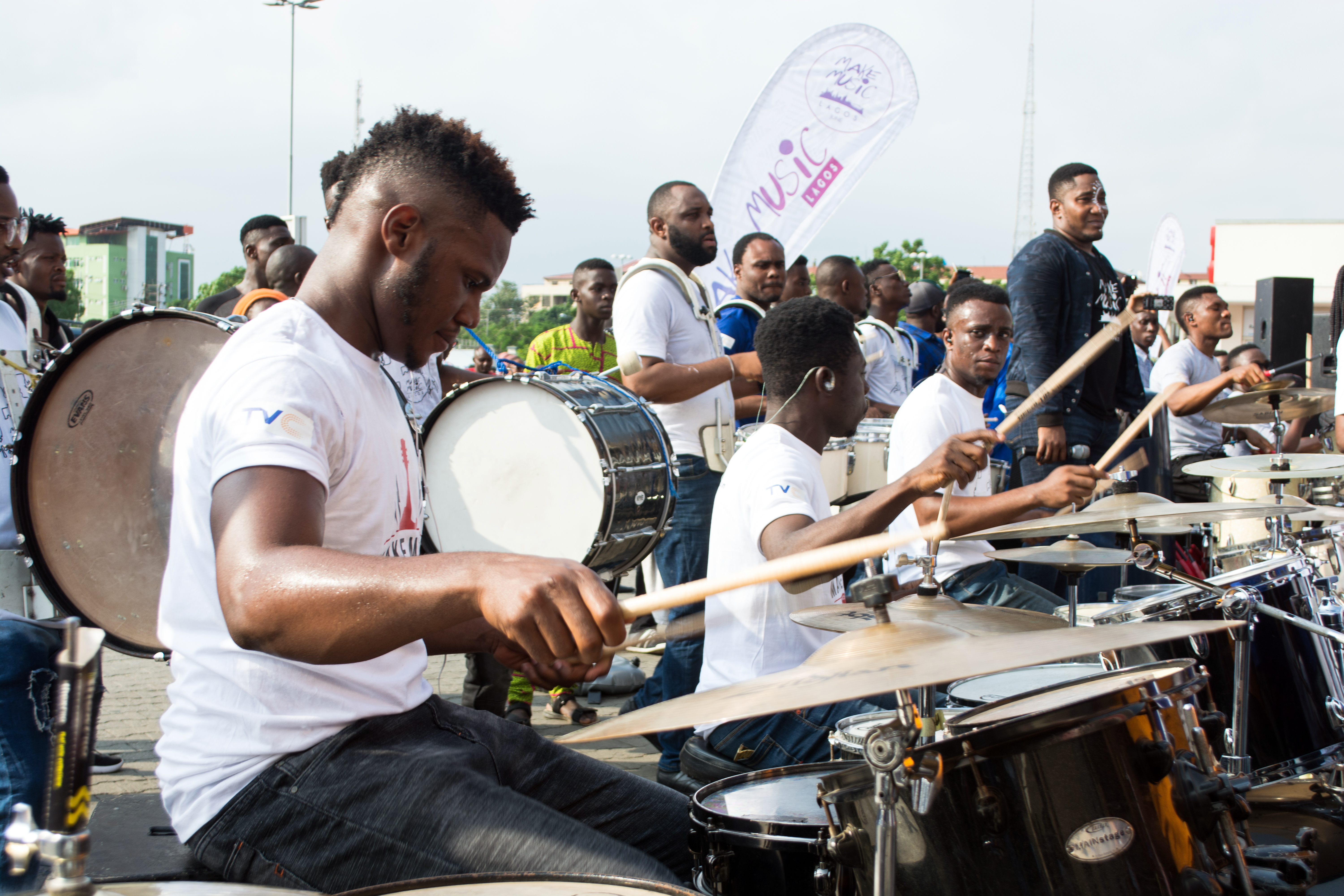
World Music Day 2019, Ikeja, delstaten Lagos.